# Giovanni Battista Bassani
Giovanni Battista Bassani (Padova?, intorno al 1647 – Bergamo, 1º ottobre 1716) è stato un organista, violinista e compositore italiano del periodo barocco.

## Biografia
Non sono conosciuti luogo e data di nascita di Giovanni Battista Bassani.
Possiamo tuttavia presumere che provenisse da Padova, dato che egli stesso si firma sia "Bassani Padovano", sia "Bassani di Ferrara"; una testimonianza contemporanea da parte dello storico Ferrante Borsetti recita "Giovanni Battista Bassani veniva chiamato di Ferrara non per motivi di provenienza, ma poichè aveva stabilito tra di noi la sua famiglia", chiarendo che Bassani aveva sì abitato a lungo a Ferrara, ma non vi era nato.
L'anno esatto di nascita resta finora sconosciuto, ma viene collocato tipicamente attorno al 1647-1650 poiché la sua prima traccia di attività artistica - una ricevuta di pagamento per aver collaborato come organista presso la Confraternita della Morte di Ferrara - risale al 1667. 
Non abbiamo alcuna informazione certa sulla sua formazione, per quanto taluni abbiano ipotizzato che si sia formato a Venezia con Frate Daniele Castrovillari, un musicista proveniente dalla Calabria appartenente all'ordine dei francescani, autore di musica sacra e vocale, che dal 1663 al 1674 (anno della sua morte) fu attivo presso la comunità dei  Frari di Venezia, ma che precedentemente era stato organista proprio della cattedrale di Ferrara dal 1643 al 1653.
Nel 1674 rappresentò il suo primo oratorio, "L'Epulone" (perduto), a cui seguì l'anno successivo "L'esaltazione di Santa Croce" (perduto). La sua più antica composizione conosciuta è l'oratorio successivo, "La tromba della Divina Misericordia" (1676).
Nel 1677, pubblicò la sua prima raccolta a stampa, una raccolta di sonate da camera intitolata "Balletti, Correnti, Gighe e Sarabande", nel cui frontespizio viene indicato come maestro di cappella, a Finale Emilia.
Nel 1680 divenne maestro di cappella di Alessandro II della Mirandola.
Il 9 aprile 1682 venne eletto principe dell'Accademia Filarmonica di Bologna, della quale era membro sin dal 1677.
Nel 1683 diventò maestro di cappella alla Accademia della Morte a Ferrara, diventando poco dopo, nel 1686 anche maestro di cappella della Cattedrale della stessa città. 
Lasciò Ferrara nel 1712, dove gli successe il figlio Paolo Antonio Bassani, per assumere l'incarico di maestro di cappella nella chiesa di Santa Maria Maggiore a Bergamo, città nella quale si dedicò all'insegnamento alla Congregazione di carità fino alla morte, avvenuta il 1 ottobre del 1716.
Le composizioni di Bassani comprendono musica vocale sacra, musica strumentale, canzonette e cantate profane. Scrisse 13 oratori dei quali solo 5 sono sopravvissuti, mentre le 13 opere sono andate tutte perdute ad eccezione di alcune arie de Gli amori alla moda. Pubblicò ben 33 volumi di musica a stampa principalmente editi a Bologna.

## Composizioni

### Opere
- L'amorosa preda di Paride, (Bologna, 1683)
- Falarido, tiranno d'Agrigento, (Venezia, 1683)
- Vitige, re de'Vandalia, (Ferrara, 1686)
- Agrippina in baia, (Ferrara, 1687)
- Gli amori alla moda, (Ferrara, 1688)
- Il trionfo di Venere in Ida, (Ferrara, 1688)
- La Ginevra, infanta di Scozia, (Ferrara, 1690)
- Il cocceio Nerva, (Ferrara, 1691)
- Gli amori tra gl'odii, o sia Il Ramiro in Norvegia, (Verona, 1693)
- Roderico, (Ferrara, 1696)
- Armida al campo, (Ferrara, 1711)
- L'Alarico, re de'Goti, (Bologna, 1716) con Annibale Pio Fabri

### Oratori
- L'esaltazione di Santa Croce (Ferrara, 7 aprile 1675)
- L'Epulone (Ferrara, 1675)
- La tromba della divina misericordia (Ferrara, 1676)
- L'amore ingeniero (1678)
- Il mistico roveto (Mirandola, 1681)
- Il Davide punito, o vero La pestilente strage d'Israele (Bologna, 1682)
- Il trionfo dell'Amor Divino (ivi, 1683; sacra rappresentazione)
- La morte delusa dal pietoso suffraggio (Ferrara, 1686; più volte rappresentato con i titoli: Nella luna eclissata dal Cristiano valore, Codigoro, 1687 & La Pietà trionfante della morte, Ferrara, 1692/97)
- Il Giona (Modena, 1689; rieseguito a Ferrara nel 1691 e nel 1696, rieseguito a Firenze nel 1693)
- Mosè risorto dalle acque (Ferrara, 1694)
- Il conte di Bacheville (Pistoia, 1696)
- Susanna (Ferrara, 1697)
- Gl'impegni del divino amore nel transito della beata Caterina Vegri detta di Bologna (Ferrara, 1703)
- Il trionfo della fede (Ferrara, 1704 o 1707)

### Opere strumentali
- Balletti, correnti, gighe e sarabande, op. 1 (Bologna, 1677)
- 12 sonate o sinfonie da chiesa, op. 5 (Bologna, 1683 ca.)
- una sonata per organo contenuta in G. C. Arresti "Sonate da organo di vari autori" (Bologna, 1697)

## Discografia
- 2002 - La morte delusa, Ensemble La Fenice (Opus 111)
- 2008 - L'Armonia delle Sirene, cantate per controtenore e basso continuo; Tadashi Miroku, controtenore; Silvia Rambaldi, clavicembalo (Tactus)
- 2009 - La tromba della Divina Misericordia, StilModerno (Concerto Musicmedia, 2044)
- 2012 - Sinfonie op. 5, StilModerno (Brilliant Classics, 94259)
- 2015 - Armonici entusiasmi di Davide. Salmi concertati a quattro voci con violini e suoi ripieni, op. IX (Venezia, 1690). Nova Ars Cantandi; direttore, Giovanni Acciai (Tactus TC 650290, 2 CDs)
- 2016 - Il Giona, Ensemble Les Nations (Tactus TC 640290)
- 2021 - Affetti canori. Cantate e ariette per soprano e basso continuo op. VI; Anna Piroli, Luigi Accardo, Nicola Brovelli, Elisa La Marca (Dynamic)